# IC 5282
IC 5282 ist eine leuchtschwache Spiralgalaxie vom Hubble-Typ Sa im Sternbild Pegasus am Nordsternhimmel. Sie ist schätzungsweise 272 Millionen Lichtjahre von der Milchstraße entfernt und hat einen Durchmesser von etwa 110.000 Lichtjahren.
Das Objekt wurde am 23. November 1897 von Stéphane Javelle entdeckt.